# Laminatge
|  | No s'ha de confondre amb Plastificació. |

Procés de laminatge.

Animació del procés

El laminatge (o la laminació) és un procés de deformació plàstica d'un metall en fer passar-lo, a fred o a calent, entre dos cilindres que giren en sentits oposats, en unes màquines anomenades calandres, que estan generalment compostes per un conjunt de rodets consecutius, que conformen un tren de laminatge. En cada pas per una parella de rodets es redueix la secció del material, l'estructura cristal·lina del metall es deforma i fa que les propietats físiques del material variïn i que el metall es torni inestable.
Segons l'aplicació que se li vulgui donar al metall, aquest es divideix en tres tipus principals que després, cadascun, pot derivar en altres:
- La primera forma és la de samarra. Consisteix en una làmina amb una secció rectangular de 38,1 mm de gruix i 254 mm d'ample. Les samarres poden derivar en planxes de totes les mides, tubs d'un gran diàmetre i fleixos.
- La segona forma principal és la de llúpia. Les llúpies consisteixen en barres quadrades que tenen un gruix, com a mínim, de 150 mm. Poden derivar en bigues estructurals, en raïls o en tubs rodons.
- El tercer grup són els totxos. Aquest últim grup és un derivat de les llúpies. No tenen una forma geomètrica definida, ja que les seves dimensions poden oscil·lar entre els 38,1 mm i els 152,4 mm. D'aquí deriven les barres quadrades, les rodones i el filferro. En el cas de voler aconseguir filferro, s'utilitza un altre procés, el trefilatge. Consisteix fer passar per forats molt petits el metall i estirar-lo per reduir el diàmetre.

Per a aconseguir que el producte final tingui perfils prims i de dimensions exactes hem d'acabar el procés en el tren de laminatge en fred. Tot i això, com que el fred varia les propietats del metall, s'ha de calcular la reducció de temperatura per a aconseguir el producte desitjat.

## Laminadores modernes
Fins ben entrat el segle xviii, els trens de laminació eren accionats per rodes hidràuliques. El primer ús registrat d'una màquina de vapor accionant directament una laminadora s'atribueix a la fàbrica a Bradley de John Wilkinson el 1786, on es va acoblar un motor Boulton and Watt a una màquina talladora i laminadora de peces de ferro. L'ús de màquines de vapor va millorar considerablement la capacitat de producció dels tallers, fins que van ser desplaçades pels motors elèctrics poc després de 1900.

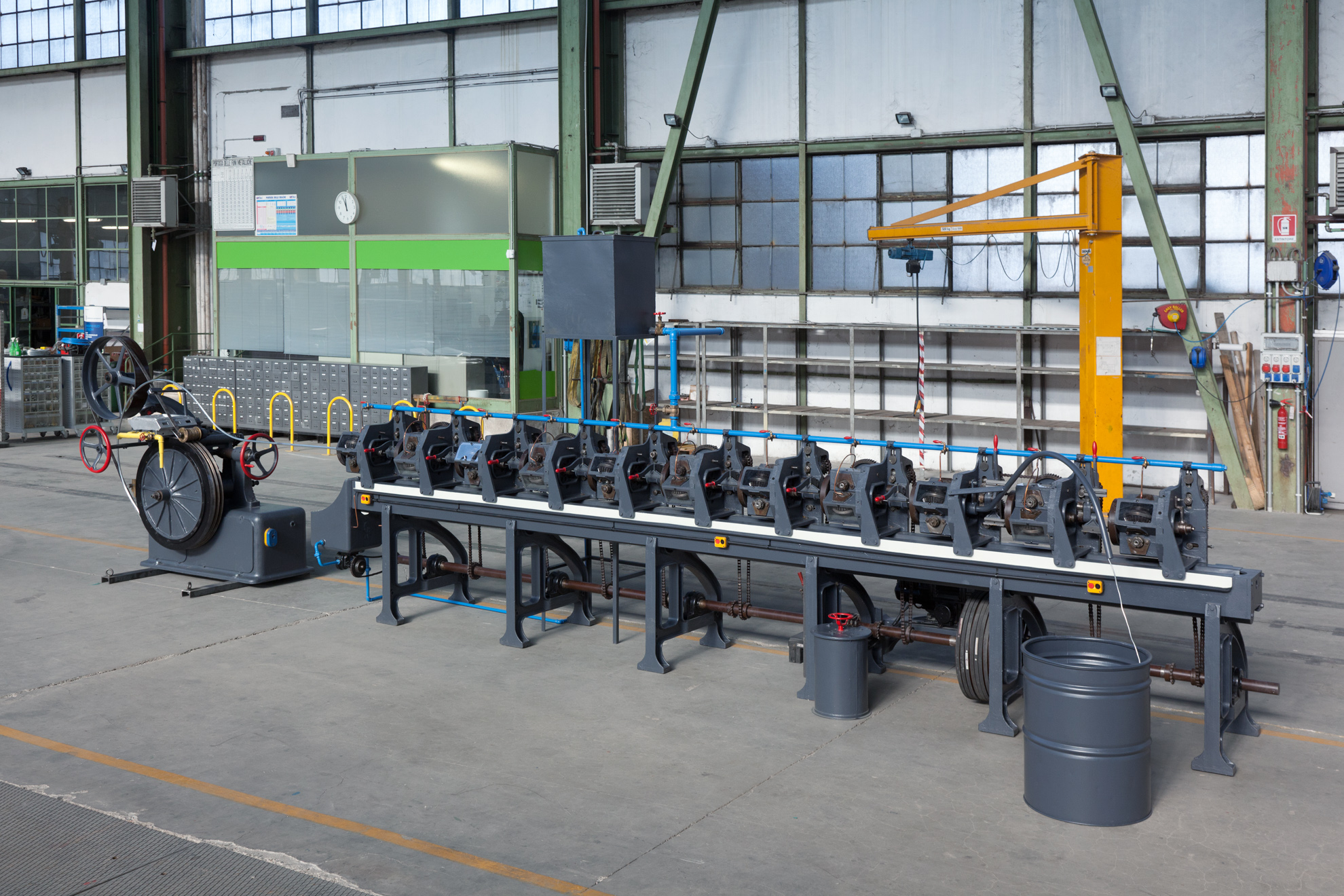
Tren de laminat Properzi. Museu Nacional de la Ciència i la Tecnologia Leonardo da Vinci, Milà

La pràctica moderna de la laminació es pot atribuir als esforços pioners de Henry Cort de Funtley Iron Mills, prop de Fareham a Hampshire, Anglaterra. El 1783, es va atorgar una patent a Henry Cort pel seu ús de rodets ranurats per laminar barres de ferro. Amb aquest nou disseny, els tallers podien produir 15 vegades més per dia que martellejant les peces de ferro sortides dels forns. Encara que Cort no va ser el primer a fer servir rodets ranurats, va ser el primer a combinar l'ús de moltes de les millors característiques de diversos processos de fabricació i modelat del ferro coneguts en aquest moment. Així, els escriptors moderns ho han anomenat «pare del laminatge modern».
La primera màquina capaç de laminar vies del ferrocarril va ser fundada en 1820 per John Birkenshaw als Bedlington Ironworks de Nordhumberland, Anglaterra, on va produir vies de ferro forjat amb forma de ventre de peix en longituds de 4,6 a 5,5 m. Amb l'avenç de la tecnologia dels laminadors, la seva mida va créixer ràpidament, al mateix ritme que la mida dels productes que es laminaven. Un exemple significatiu d'aquesta evolució es va poder veure a la Gran Exposició de Londres de 1851, on la Consett Iron Company va exhibir una planxa laminada de 6,10 x 1,07 m i 1,1 cm de gruix, que pesava 510,3 kg. Un avenç substancial es va produir amb la introducció dels laminadors de tres altures el 1853, utilitzats per donar forma a perfils pesants.

## Laminatge en calent i en fred

### Laminatge en calent

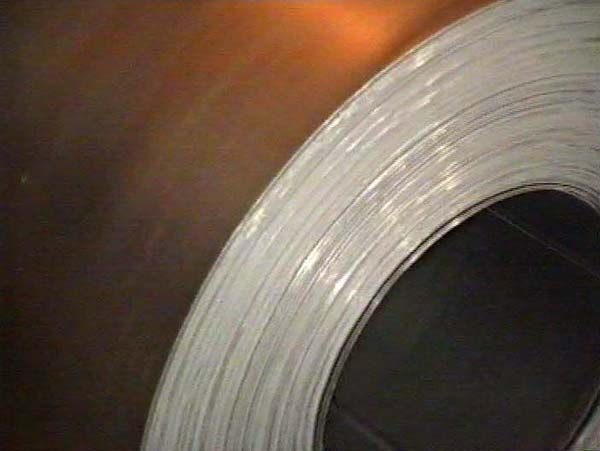
Una bobina d'acer laminat en calent

El laminatge en calent és un procés de treball de metalls que es produeix per sobre de la temperatura de recristal·lització del material. Després que els grans es deformen durant el processament, es recristal·litzen, cosa que manté una microestructura equiaxial i evita que el metall s'endureixi. El material de partida solen ser peces grans de metall, com a productes de fosa semiacabats, com lloses, tots i billetes. Si aquests productes procedissin d'una bugada contínua en funcionament, el material sol introduir-se directament als trens de laminació a la temperatura adequada. En operacions més petites, el material comença a temperatura ambient i cal escalfar-se. Això es fa en un pou de remull de gas o oli per a les peces de treball més grans; per a peces de treball més petites, es fa servir escalfament per inducció. A mesura que es treballa el material, cal controlar la temperatura per assegurar-se que es mantingui per sobre de la temperatura de recristal·lització. Per mantenir un factor de seguretat, es defineix una temperatura d'acabat per sobre de la temperatura de recristal·lització (entre 50 i 100 °C per sobre). Si la temperatura cau per sota d'aquest valor, cal reescalfar el material abans de procedir a un laminatge en calent addicional.

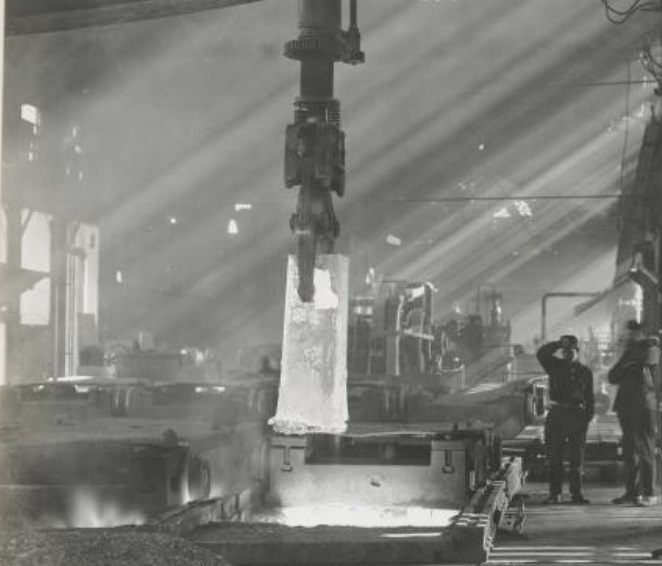
Lingot tret del pou de remull
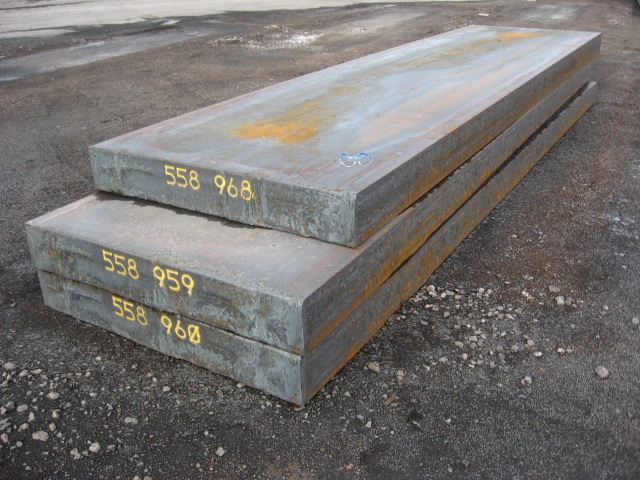
Foto de planxes fredes
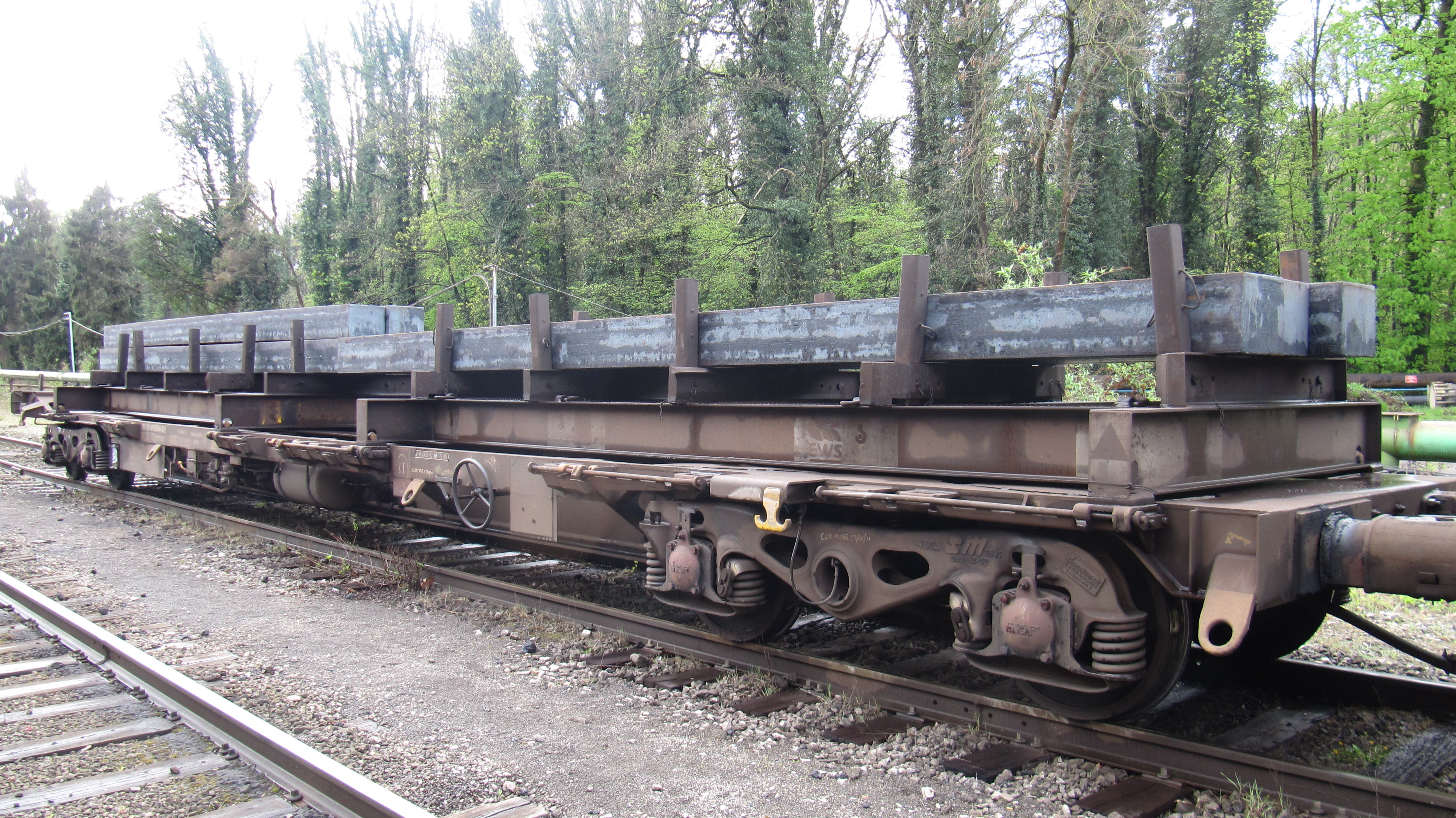
Lingots d'acer en un vagó
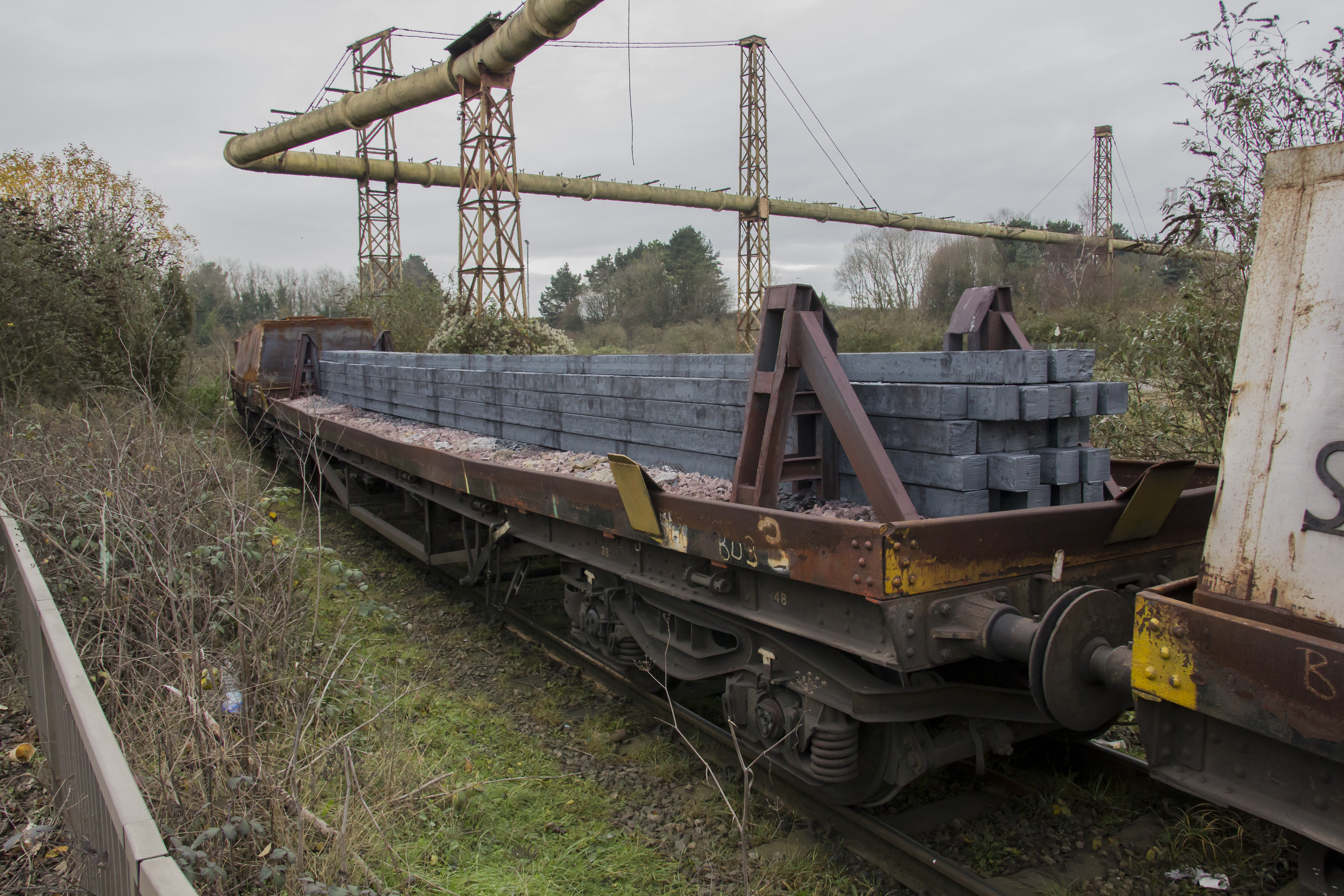
Barres en un vagó

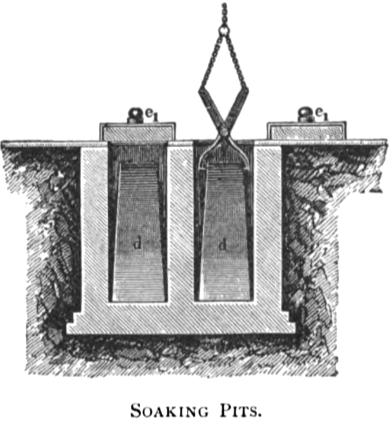
Pous de remull utilitzats per escalfar lingots d'acer abans de laminar-los

Els metalls laminats en calent generalment tenen poca direccionalitat en les seves propietats mecàniques, i manquen de tensions residuals induïdes per deformació. No obstant això, en certs casos, les inclusions no metàl·liques impartiran certa direccionalitat i les peces de treball de menys de 20 mm de gruix sovint tenen algunes propietats direccionals. El refredament no uniforme induirà una gran quantitat de tensions residuals, el que passa generalment en formes que tenen una secció transversal no uniforme, tal com les bigues a forma de I. Si bé el producte acabat és de bona qualitat, la superfície està coberta de closca, que és un òxid que es forma a altes temperatures. En general, s'elimina mitjançant decapat o un procés de neteja, que revela la superfície llisa. Les toleràncies dimensionals solen ser del 2 al 5% de les mesures de disseny corresponents.
L'acer dolç laminat en calent sembla tenir una tolerància més àmplia per al nivell de carboni inclòs que l'acer laminat en fred i, per tant, és més difícil de fer servir pel ferrer. També per a metalls similars, els productes laminats en calent semblen ser menys costosos que els laminats en fred.
El laminatge en calent s'utilitza principalment per produir xapes o seccions transversals simples, com ara vies de ferrocarril. Altres usos típics del metall laminat en calent són:
- Bastidors de camions
- Plaques d'embragatge, rodes i llantes d'automoció
- Canonades i tubs
- Escalfadors d'aigua
- Equipament agrícola
- Corretges
- Xapes estampades
- Carcasses de compressors
- Edificis de metall
- Vagons tremuja de ferrocarril i components de vagons de ferrocarril
- Portes i prestatgeries
- Discos de fre
- Baranes per a carrers i carreteres

### Laminació i conformat
Els trens de laminació sovint es divideixen en seccions de desbast, intermèdies i acabats. Durant el laminat de formes, una billeta inicial (rodona o quadrada) amb una vora de diàmetre que sol oscil·lar entre 100 i 140 mm es deforma contínuament per produir un determinat producte acabat amb una dimensió i geometria de secció transversal més petites. A partir d'una billeta determinada, es poden adoptar diferents seqüències per produir un producte final determinat. Tot i això, atès que cada tren de laminació és significativament car (fins a 2 milions d'euros), un requisit típic és reduir el nombre de passades de laminació. S'han fet servir diferents enfocaments per optimitzar el procés, inclòs el coneixement empíric, l'ús de models numèrics i tècniques d'intel·ligència artificial. Lambiase i els seus col·laboradors van validar un model d'elements finits (FE) per predir la forma final d'una barra laminada en passar d'una secció rodona a una plana.
Una de les principals preocupacions en dissenyar trens de laminació és reduir el nombre de passades. Una possible solució a aquests requisits és el pas d'esquerda, també anomenat pas dividit, que divideix una barra entrant en dues o més subparts, augmentant així virtualment la relació de reducció de la secció transversal per pas segons el que informa Lambiase. Una altra solució per reduir el nombre de passades en laminadors és la utilització de sistemes automatitzats com el proposat per Lambiase i Langella. Posteriorment, Lambiase va desenvolupar encara més un sistema automatitzat basat en intel·ligència artificial i particularment un sistema integrat que inclou un motor inferencial basat en algorismes genètics, una base de dades de coneixement basada en una xarxa neural artificial entrenada per un model paramètric d'elements finits per optimitzar i dissenyar automàticament trens de laminació.

### Laminatge en fred
El laminatge en fred es realitza amb el metall per sota de la seva temperatura de recristal·lització (generalment, a temperatura ambient), la qual cosa augmenta la seva resistència a través de l'enduriment per deformació fins a un 20%. També millora l'acabat superficial i manté més ajustades les toleràncies. Els productes comunament laminats en fred inclouen planxes, tires, barres i varetes; productes que solen ser més petits que els mateixos productes laminats en calent. A causa de la mida més petita de les peces de treball i de la seva major resistència en comparació del material laminat en calent, s'utilitzen màquines de laminat de fases successives o de quatre altures. El laminat en fred no pot reduir el gruix d'una peça de treball tant com el laminat en calent en una passada.
Les làmines i tires laminades en fred se subministren en diverses formes: «totalment endurides», «semi endurides», «amb una cambra de duresa» i «laminades superficialment». El laminat complet redueix el gruix en un 50%, mentre que els altres impliquen una menor reducció. L'acer laminat en fred se sotmet a recuit per induir la seva ductilitat, cosa que es coneix simplement com a «recollida tancada i laminada en fred». El laminat superficial implica la menor quantitat de reducció, del 0,5% a l'1%. S'utilitza per produir una superfície llisa, un gruix uniforme i reduir el fenomen de fluència en evitar que es formin Banda de Lüders en el processament posterior, bloquejant les dislocacions a la superfície. Per evitar la formació de bandes de Lüders, cal crear una densitat substancial de dislocacions no fixades a la matriu de ferrita. També s'utilitza per eliminar les asprors a l'acer galvanitzat. El material laminat en superfície es fa servir generalment en processos posteriors de treball en fred quan cal una bona ductilitat.
Es poden laminar en fred altres maneres si la secció transversal és relativament uniforme i la dimensió transversal és relativament petita. Les formes de laminació en fred requereixen una sèrie de diferents operacions de conformació, per a la qual cosa generalment es disposa de línies de dimensionament, descomposició, desbast, semidesbast, semiacabat i acabat.
Si serà treballat manualment, els acers més suaus, més consistents i amb nivells més baixos de carboni encapsulat són els més fàcils de processar, però a costa d'un cost més alt.
Els usos típics de l'acer laminat en fred inclouen mobles metàl·lics, escriptoris, arxivadors, taules, cadires, tubs d'escapament de motocicletes, armaris i carcasses d'ordinadors, electrodomèstics i components, prestatgeries, accessoris d'il·luminació, frontisses, canonades, tambors talladores de gespa, gabinets per a equips electrònics, escalfadors d'aigua, contenidors de metall, aspes de ventiladors, paelles, kits de muntatge a parets i sostres, i una gran varietat de productes relacionats amb la construcció.